# Feelsaitig
Feelsaitig war von 1982 bis 2007 eine Folk-Rock-Band aus dem Raum Bayreuth, Nürnberg, München. Heute kommt die Band nur noch sporadisch für Auftritte oder CD-Projekte zusammen.

## Geschichte
Die Gründungsmitglieder Alexander „Sandy“ Wolfrum und Robert Wachsmann lernten sich 1982 auf einem Folkfestival kennen. Sandy Wolfrum war derzeit mit dem Folk-Duo „Andy & Sandy“ auf Tour, während Robert Wachsmann mit der Band „Wooden Ship“ unterwegs war. Da sich beide Formationen zu dieser Zeit in Auflösung befanden, beschlossen die Künstler gemeinsam die neue Formation FEELSAITIG zu gründen. Als Bassist konnte Hanzie Scharrer (vormals „Wooden Ship“) gewonnen werden. Ein Jahr später schloss sich der Schlagzeuger Le-Roy (vormals „The Dukes“) an.
Von 1982 bis 2007 veröffentlichte die Band acht Studioalben sowie drei Live-Alben. Geschrieben wurden die Songs überwiegend von Sandy Wolfrum und Robert Wachsmann. Aber auch Hanzie Scharrer und Le-Roy steuerten eigene Songs bei.
Auftritte erfolgten auf Kleinkunstbühnen und Festivals in Deutschland und Österreich. Zu den Höhepunkten gehörten zwei Auftritte im Kulturpalast in Moskau sowie 1992 und 1993 bei dem Festival „Songs an einem Sommerabend“ des Bayerischen Fernsehens.
1992 war die Band Preisträger des „Förderpreis der Hanns-Seidel-Stiftung für junge Liedermacher“. 1994 wurde der Gruppe die Bayerische Umweltmedaille des Bund Naturschutz verliehen.
2007 löste sich die Band auf, nachdem Bassist Hanzie Scharrer 2006 verstarb.

## Gegenwart
Alexander „Sandy“ Wolfrum und Robert Wachsmann verfolgen seit der offiziellen Auflösung der Band Solo-Projekte.
Gemeinsam arbeiten sie aber auch weiterhin an CD-Veröffentlichungen unter der Marke Feelsaitig, wie beispielsweise an remastered Versionen der originalen Feelsaitig-Alben auch mit teilweise neuen Songs als Bonustracks. So wurde zum 30. Jubiläum der Band das erste Album wiederaufgelegt. „Ergänzt um Liveaufnahmen von 1987 und zwei Neueinspielungen entstand eine Mischung deutscher und englischer Songs, die trotz der Jahre noch gut in die Zeit passen.“ Gemeinsam sind sie auch bei den beiden Alben der „Travelling Feelsaitig Friends“ zu hören.
Sporadisch kommt es auch weiterhin zu Auftritten. Die bisher letzten gemeinsamen Auftritt unter dem Namen Feelsaitig absolvierten Wolfrum und Wachsmann 2016 im Orpheum in Nürnberg bei einem Festival und 2018 in Immeldorf.

## Stil
Der Stil der Gruppe war stets divers. Sandy Wolfrum kam mit einem Hintergrund als Liedermacher, Robert Wachsmann war inspiriert vom Irish Folk, Hanzie Scharrer und Le-Roy kamen hingegen aus dem Rock. Gesungen wurde „dreisprachig“: englisch, deutsch und fränkische Mundart. Das Wortspiel Feelsaitig sollte dieser Mischung Ausdruck verleihen. Charakteristisch für die Band waren der zweistimmige Harmoniegesang von Wolfrum und Wachsmann und der Humor, den die Musiker auch bei ernsten Themen einfließen ließen.

## Diskografie

### Alben
- Feelsaitig (1983)
- Folkpiggings (1985)
- Des hältzt ja net aus (1987)
- Äpfl (1991)
- Flower Power (1994)
- Sweet Ugly Fifteen (1998)
- Little Hands (feat. Ulrike Grigat) (1999)
- Ein viertel Jahrhundert (2007)
- Feelsaitig – 30th Anniversary Deluxe[8] (2014)
- FOLKPIGGINGS – 30th Anniversary Deluxe (2015)
- Des hältzt ja net aus! – 30th Anniversary Deluxe (2016)
- Äpfl! – 30th Anniversary Deluxe (2021)

#### Live-Alben
- Einmal Bühne und zurück (1993)
- Mega Live Now (2000)
- Jubiläumskonzert (2004)

#### Mit The Travelling Feelsaitig Friends
- Rocking the Campfire (2013)
- Beating the Campfire (2020)

### Singles
- Weihnachtslied / Die Uhr  (1985)
- Hymne / The River / Ada Kaleh / Princess (1995)